# Finnische Badmintonmeisterschaft 2007
Die Finnische Badmintonmeisterschaft 2007 fand vom 2. bis zum 4. Februar 2007 in Helsinki statt.

## Finalergebnisse
| Disziplin    | Sieger                          | Finalist                  | Ergebnis           |
| ------------ | ------------------------------- | ------------------------- | ------------------ |
| Herreneinzel | Ville Lång                      | Antti Viitikko            | 21-14, 21-10       |
| Dameneinzel  | Anu Nieminen                    | Elina Väisänen            | 21-12, 21-6        |
| Herrendoppel | Tuomas Nuorteva Mikko Vikman    | Ville Lång Pekka Ryhänen  | 21-7, 18-21, 21-14 |
| Damendoppel  | Maria Väisänen Elina Väisänen   | Noora Virta Sanni Rautala | 21-16, 21-19       |
| Mixed        | Petri Hyyryläinen Sanni Rautala | Iwo Zakowski Noora Virta  | 21-18, 21-17       |